# Place Émile-Zola (Nantes)
Pour les articles homonymes, voir Place Émile-Zola.
La place Émile-Zola est une place de Nantes, en France.

## Situation et accès
Située dans le quartier Dervallières - Zola, elle est le point de rencontre de cinq artères : la rue des Renardières, le boulevard de la Fraternité, la rue Nicolas-Appert, le boulevard Pasteur et le boulevard de l'Égalité.

## Origine du nom
Ce fut la première place de France à rendre hommage à l'écrivain Émile Zola, mort vingt jours auparavant, et à ses convictions dreyfusardes.

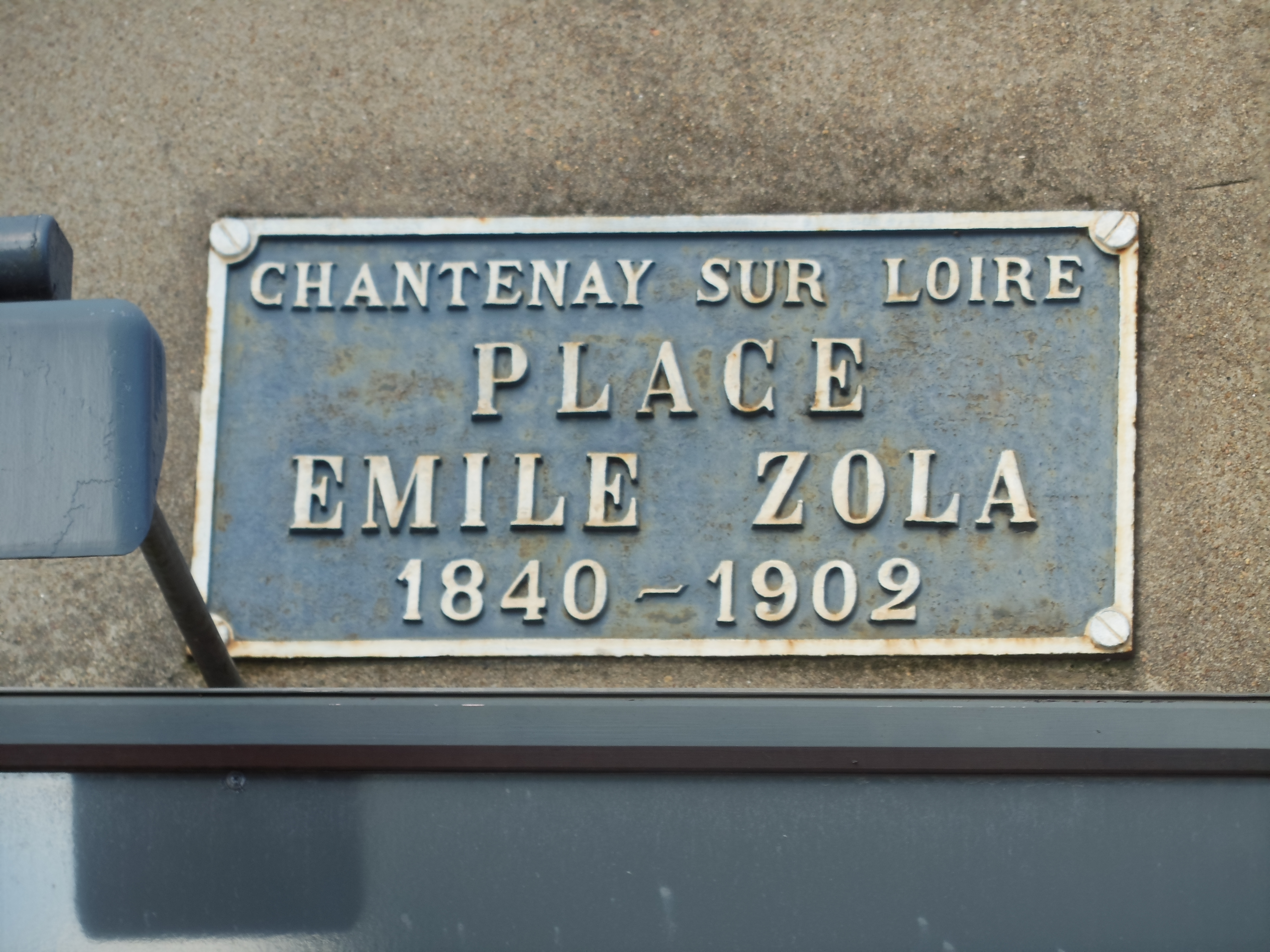
Plaque de la place Zola, initialement à Chantenay-sur-Loire

## Historique
Anciennement « place de la Chênaie » (un bois de chênes ayant autrefois occupé ce site), elle prit son nom actuel à la suite d'une délibération du conseil municipal de Chantenay-sur-Loire du 19 octobre 1902 (la place se trouvait à l'époque sur le territoire de cette commune alors indépendante), prise à l'initiative de Paul Griveaud, le dernier maire de cette dernière. 
Le changement de la dénomination de la place en 1902 fut, au départ, mal accepté par la ville de Nantes aux tendances alors anti-dreyfusardes et antisémites, puisque les édiles nantais refuseront obstinément que la Compagnie des tramways modifie sur les plaques de ses voitures l’indication du terminus « La Chênaie » pour celui de « place Émile-Zola ». Nantes finira néanmoins par entériner le choix du nouveau nom en 1910, soit deux ans après l'annexion de Chantenay.
Cet endroit a toujours été le lieu d'une grande animation avec les marchés et les fêtes populaires. La présence d'une guinguette, au nord-ouest de la place, connue sous le nom de « Chalet Suisse » (une maison de maître du XIXe siècle à l'architecture d'inspiration « montagnarde », qui fut d'abord un repos de chasse, avant de se transformer en café) attira, dès les années Folles, les événements festifs réputés des nantais, comme des banquets et les bals, ceci jusque dans les années 1980. Par la suite, le « Chalet Suisse », abrita une célèbre discothèque. Sa démolition en 2007, provoqua l'émoi de nombreux habitants du quartier. Le plaquage d'un fac-similé de la façade de cette ancienne demeure sur celle de l'immeuble qui l'a remplacé, rappelle sa présence.

## Bâtiments remarquables et lieux de mémoire

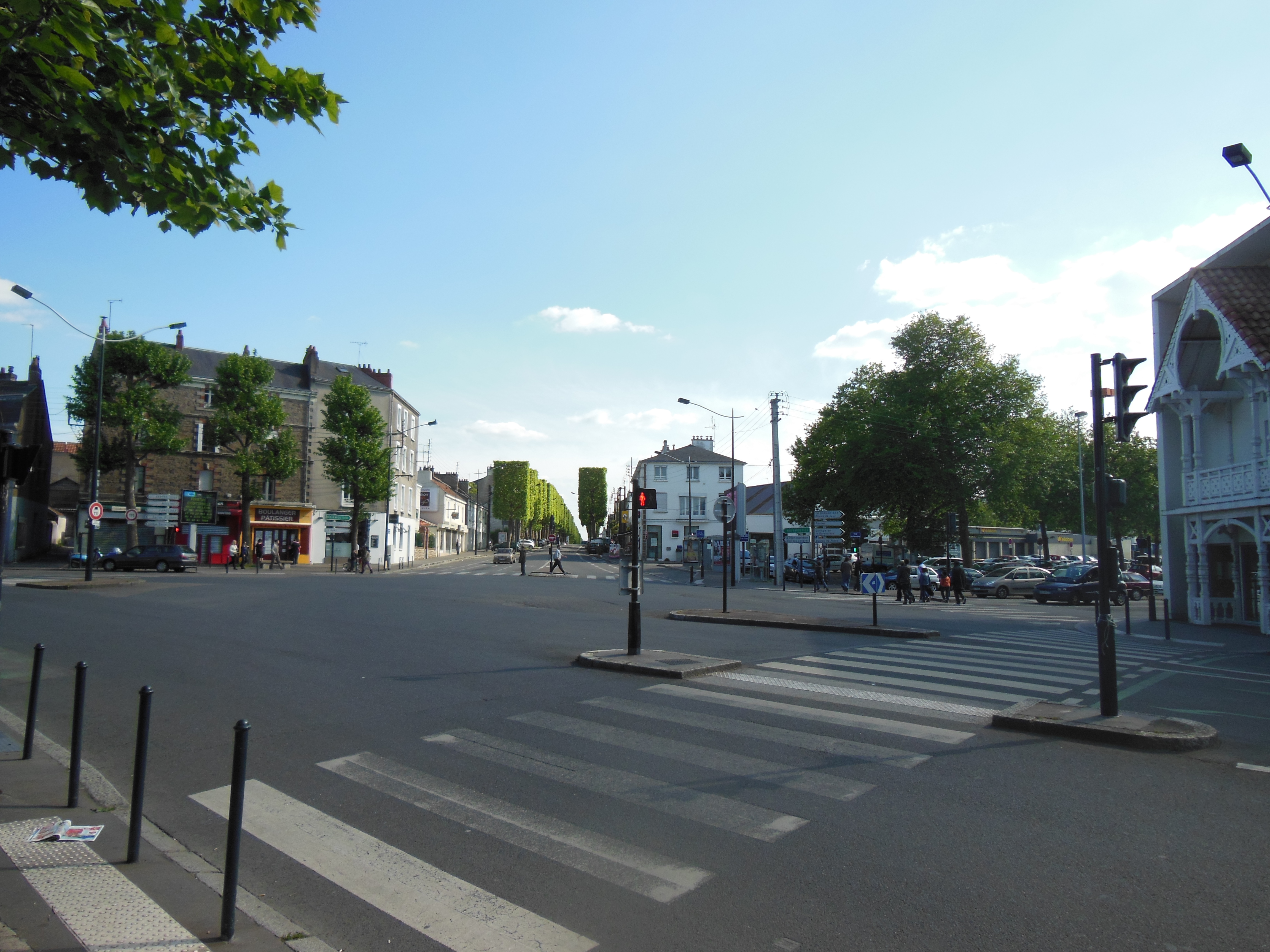
La place Zola, en direction du boulevard de l'Égalité
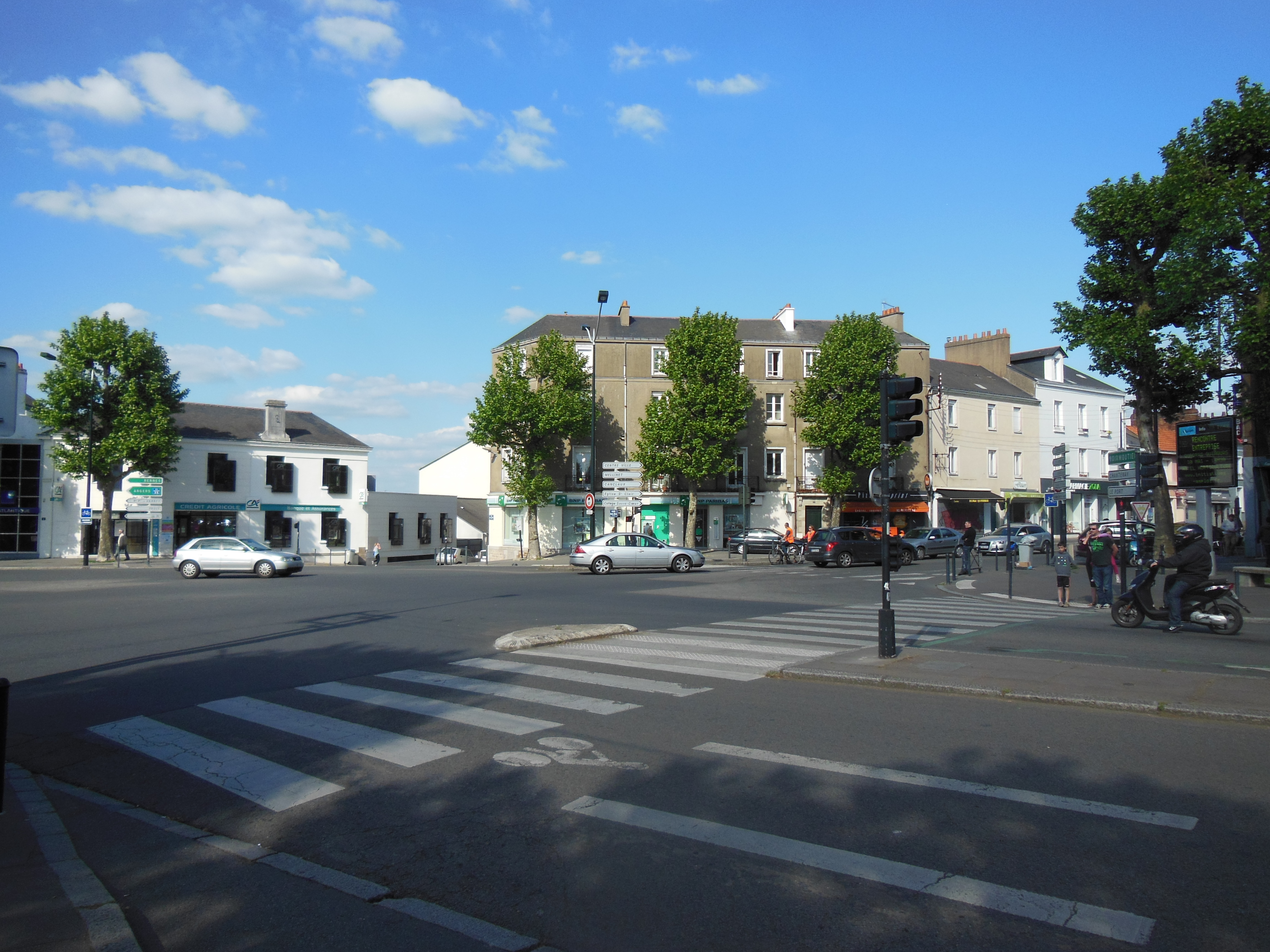
La place Zola, en direction de la rue Nicolas-Appert
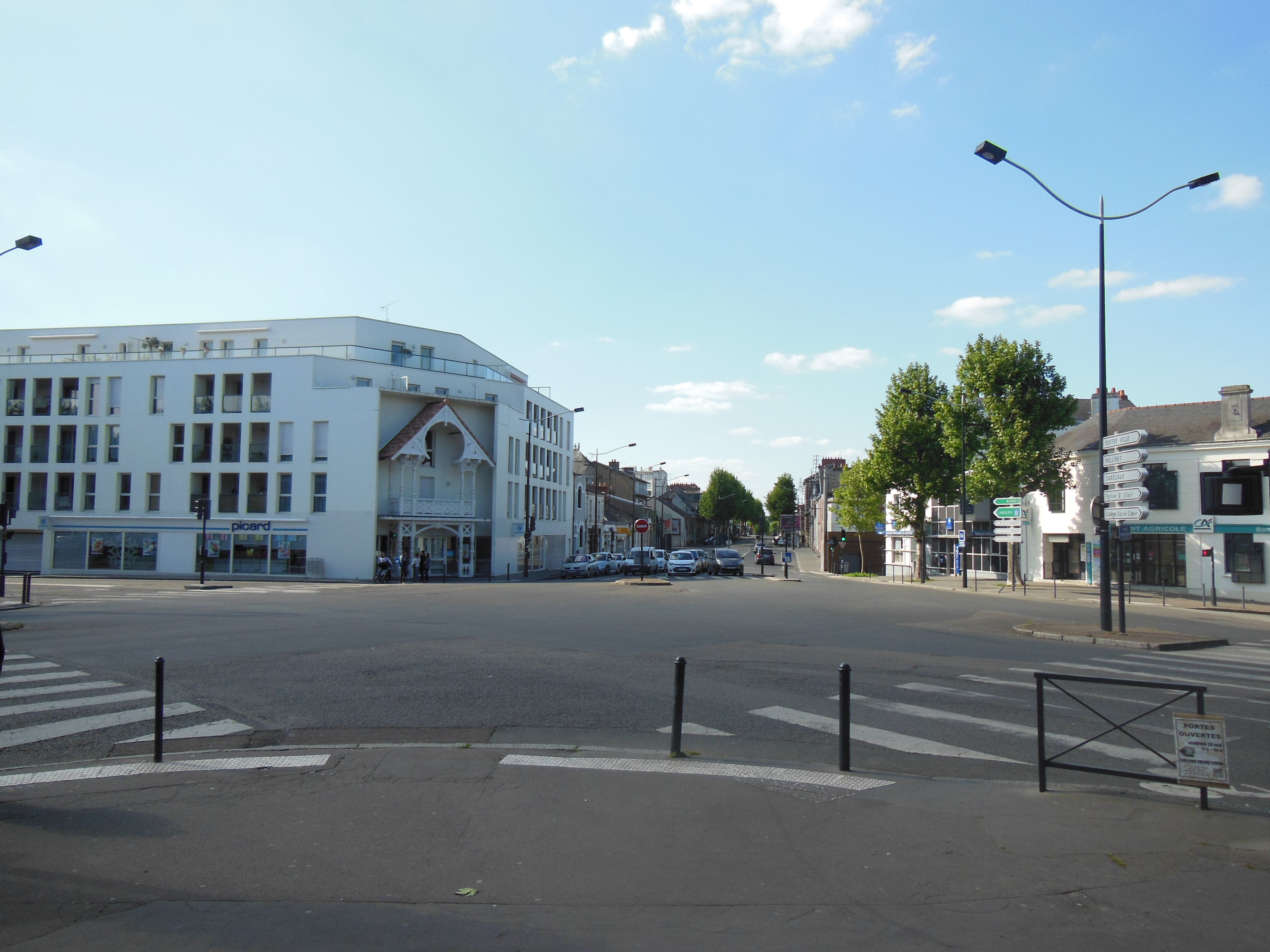
La place Zola, en direction du boulevard de la Fraternité et la façade évoquant celle de l'ancien « Chalet Suisse »